# Claudio Rubén Guerra
Claudio Rubén Guerra (Capitán Bermúdez, 5 settembre 1983) è un ex calciatore argentino, di ruolo attaccante.

## Caratteristiche tecniche
È un centravanti.